# Бум-Кабир
Бум-Кабир (фр. Boum-Kébir) — деревня и супрефектура в Чаде, расположенная на территории региона Среднее Шари. Входит в состав департамента Лак-Иро.

## Географическое положение
Деревня находится в южной части Чада, к северу от озера Иро, на высоте 508 метров над уровнем моря.
Бум-Кабир расположен на расстоянии приблизительно 510 километра к юго-востоку от столицы страны Нджамены.

## Население
По данным официальной переписи 2009 года численность населения Бум-Кабира составляла 18 380 человек (8919 мужчин и 9461 женщина). Население супрефектуры по возрастному диапазону распределилось следующим образом: 51,1 % — жители младше 15 лет, 43,6 % — между 15 и 59 годами и 5,3 % — в возрасте 60 лет и старше.

## Транспорт
Ближайший аэропорт расположен в национальном парке Закума.